# لایونز، ویسکانسین
لایونز (به انگلیسی: Lyons) یک شهرک در ایالات متحده آمریکا است که در شهرستان والورس، ویسکانسین واقع شده‌است. لایونز ۸۹٫۹ کیلومتر مربع مساحت و ۳٬۴۴۰ نفر جمعیت دارد و ۲۴۸ متر بالاتر از سطح دریا واقع شده‌است.